# Spiro (Oklahoma)
Pour les articles homonymes, voir Spiro.
Spiro est une ville du Comté de Le Flore en Oklahoma aux États-Unis. 

## Géographie
La population était de 2 164 habitants lors du recensement de la population en 2010.
La ville se Spiro se constitua officiellement vers 1895, avec l'inauguration de la gare de Spiro, lors de la construction du chemin de fer de la compagnie Kansas City Southern Railway. 

## Histoire
La ville a donné son nom aux Spiro Mounds qui est l'un des sites archéologiques précolombiens les plus importants des États-Unis. Le site archéologique amérindien de la civilisation du Mississippi, mesure 60,7 hectares. Il est protégé par l'Oklahoma Historical Society et ouvert au public. Il est classé au Registre national des lieux historiques. Lors de l'arrivée des premiers explorateurs, coureurs des bois et trappeurs français et canadiens-français, à l'époque de la Louisiane française, la région était habitée par les Amérindiens des Nations Wichita, Caddos et Choctaw. 

## Notes et références

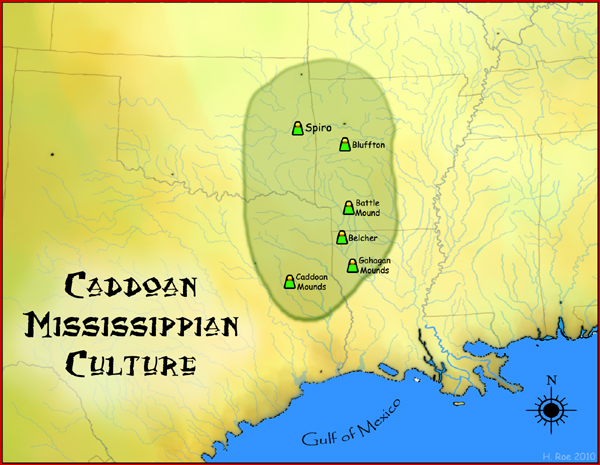
Localisation du site archéologique de Spiro parmi les sites de la civilisation du Mississippi.